# Хатчинсон, Кэролин
Кэ́ролин Ха́тчинсон (англ. Carolyn Hutchinson) — шотландская кёрлингистка.
Играла на позиции четвёртого, была скипом команды.

## Достижения
- Чемпионат мира по кёрлингу среди женщин: серебро (1990).
- Чемпионат Шотландии по кёрлингу среди женщин: золото (1990, 1997).
- Чемпионат мира по кёрлингу среди юниоров: бронза (1989).
- Чемпионат Шотландии по кёрлингу среди юниоров: золото (1988, 1989).

## Команды
| Сезон   | Четвёртый         | Третий        | Второй         | Первый         | Запасной           | Турниры                       |
| ------- | ----------------- | ------------- | -------------- | -------------- | ------------------ | ----------------------------- |
| 1987—88 | Кэролин Хатчинсон | Рона Хауи     | Joan Robertson | Тара Браун     |                    | ЧШЮ 1988 · ЧМЮ 1988 (4 место) |
| 1988—89 | Кэролин Хатчинсон | Julie Hepburn | Кэти Лаудон    | Julia Halliday |                    | ЧШЮ 1989 · ЧМЮ 1989           |
| 1989—90 | Кэролин Хатчинсон | Клэр Милн     | Маири Милн     | Тара Браун     |                    | ЧШЖ 1990 · ЧМ 1990            |
| 1996—97 | Кэролин Хатчинсон | Хизер Крокетт | Джен Байерс    | Люси Ливак     | Джиллиан Барр (ЧМ) | ЧШЖ 1997 · ЧМ 1997 (8 место)  |

(скипы выделены полужирным шрифтом)